# Escautpont
Escautpont är en kommun i departementet Nord i regionen Hauts-de-France i norra Frankrike. Kommunen ligger i kantonen Condé-sur-l'Escaut som tillhör arrondissementet Valenciennes. År 2022 hade Escautpont 4 174 invånare.

## Befolkningsutveckling
Antalet invånare i kommunen Escautpont
| Referens: INSEE |